# Pandora FMS
Pandora FMS (Pandora Flexible Monitoring System) é um software livre que monitoriza sistemas informáticos e programas de aplicação e apresenta o seu estado em pormenor.

## Gama de funções
Por exemplo, o Pandora FMS pode detetar quando um sistema de rede deixa de responder, um sítio Web é desfigurado ou ocorre uma fuga de memória numa aplicação de servidor. Pandora também monitoriza componentes de hardware e sistemas operativos. Se ocorrerem problemas, pode gerar relatórios e enviar notificações por correio eletrónico ou SMS.
Embora o componente do servidor seja desenvolvido em Linux, é implementado em Perl e, portanto, é executado em qualquer ambiente de tempo de execução Perl em que os módulos Perl necessários estejam disponíveis. O programa pode monitorizar sistemas remotos através de vários protocolos, desde que sejam suportados pelos sistemas externos, por exemplo, WMI, SNMP, ICMP ou HTTP para sítios Web. Em alternativa, o utilizador pode instalar os seus próprios componentes de software, os chamados agentes, nos sistemas monitorizados, que são componentes do Pandora.

## História
O Pandora FMS foi originalmente desenvolvido pelo programador espanhol Sancho Lerena. A primeira versão estável 1.0 foi publicada em 14 de outubro de 2004. A empresa Artica foi fundada mais tarde e tem mantido o software desde então.